# Nationaal Park Mangetti
Het Nationaal Park Mangetti is een nationaal park in de regio Kavango West in noord-Namibië, ten oosten van het Nationaal park Etosha en de weg van Grootfontein naar Rundu. Het park is in 2008 opgericht en heeft een oppervlakte van 420 km2.
Het gebied kent een uitzonderlijke variëteit aan vegetatie, en een rijke en diverse fauna. Het park was in 2020 nog niet open voor het publiek, maar overnachtingsmogelijkheden worden gepland.

## Ontstaan
Voordat Mangetti werd uitgeroepen tot nationaal park, werd het beheerd als een wildbaan voor het fokken van zeldzame en bedreigde soorten zoals zwarte en witte neushoorns. Het land kreeg een beschermde status van de Ukwangali Traditional Authority.

## Fauna en flora
Het gebied kent twee erg verschillende vegetatietypes. Op de duinranden domineert de “Kalahari woodland” vegetatie, terwijl in de valleien een gemengde savannevegetatie overheerst. Soorten zijn onder meer de Mangettiboom (schinziophyton rautanenii), zilveren terminalia (terminalia sericea), combretum collinum, commiphora, kameeldoorn (acacia erioloba) en zwartdoorn acacia (acacia mellifera).
Tot de fauna van het gebied behoren de sabelantilope, Afrikaanse wilde hond, luipaard, hyena, blauwe gnoe, gemsbok, koedoe, giraf, duiker, caracal. Ook olifanten komen er voor. Bijzondere vogels in het park zijn de oorgier, bateleur, savannearend, Meyers papegaai en gestreepte ijsvogel.

## Regionale ontwikkeling
Mangetti behoort tot een nieuwe generatie parken die gericht zijn op het terugdringen van armoede op het platteland door het ontwikkelen van toerisme, en het betrekken van de lokale gemeenschappen in het beheer en de opbrengsten van het park. Een Memorandum van overeenstemming werd ondertekend tussen het Ministry of Environment, Forestry & Tourism, de Ukwangali Traditional Authority en Kavango Regional Council. Vertegenwoordigers van alle drie vormden het Mangetti Management Committee (MMC), dat het ministerie adviseert over het duurzaam beheren van de natuurlijke hulpbronnen en het delen van de inkomsten uit het park.